# 장음 (일본어)
장음(일본어: 長音)은 일본어에서 'エ', 'オ'단이 길게 발음되는 현상을 말한다. 

## 규칙
- 'エ'단 뒤에 'イ'가 올 경우 뒤에 있는 'イ'는 발음되지 않고 앞의 'エ'가 길게 발음된다. 다만, 이 경우는 장음으로 발음하지 않고 'エイ'와 같이 발음하는 경우가 많다.
- 'オ'단 뒤에 'ウ'가 올 경우 뒤에 있는 'ウ'는 발음되지 않고 앞의 'オ'가 길게 발음된다.
- 'ア'단 뒤에 'ア'가 올 경우 길게 발음된다.
- 'イ'단 뒤에 'イ'가 올 경우 길게 발음된다.
- 'ウ'단 뒤에 'ウ'가 올 경우 길게 발음된다.
- 'エ'단 뒤에 'エ'가 올 경우 길게 발음된다.
- 'オ'단 뒤에 'オ'가 올 경우 길게 발음된다.

## 장음의 예
- 時計(とけい) → [トケー]
- 衛生(えいせい) → [エーセー]
- 現像(げんぞう) → [ゲンゾー]
- 答礼(とうれい) → [トーレー]
- 最高(さいこう) → [サイコー]
- 大坂(おおさか) → [オーサカ]
- バーレーン (바레인)
- オーマン (오만)
- ニュージーランド (뉴질랜드)

### 한글 표기
일본어의 한글 표기 규정에 따르면, 일본어를 한글로 표기할 때는 장모음을 생략하는 것을 원칙으로 한다.
예
- 大阪(おおさか) → 오오사카(x), 오사카(o)
- 東京(とうきょう) → 도오쿄오(x), 도쿄(o)

## 규칙의 강제성
장음 현상은 발음의 편의를 위해 생겨난 것이며, 큰 강제성을 갖지 않는다. 'えい'를 [エー]로 발음하지 않고 [エイ]로 발음했다고 해서 틀렸다고 할 수는 없고, 실제로 일본인들조차 후자와 같이 발음하기도 한다.